# Vicente Bokalic Iglic
Vicente Bokalic Iglic CM (Buenos Aires, 11. lipnja 1952.) argentinski je prelat Katoličke Crkve.
Papa Franjo ga je 7. prosinca 2024. proglasio kardinalom, dodijelivši mu kao članu reda svećenika kardinala naslov crkve Santa Maria Maddalena in Campo Marzio.